# Gyselle Silva
Gyselle de la Caridad Silva Franco (Santiago de Cuba, 29 de octubre de 1991) es una jugadora profesional de voleibol cubano, juega de posición opuesto. 

## Palmarés

### Clubes
Campeonato de Azerbaiyán:
- 2015

Supercopa de Polonia:
- 2019

Copa de Polonia:
- 2020

Campeonato de Polonia:
- 2020

### Selección nacional
Campeonato NORCECA:
- 2009, 2011

Montreux Volley Masters:
- 2010

Juegos Panamericanos:
- 2011

Copa Panamericana:
- 2012

## Premios individuales
- 2009: Mejor servicio Campeonato Mundial Sub-20
- 2011: Mejor servicio Juegos Panamericanos
- 2019: MVP Supercopa de Polonia
- 2020: MVP Copa de Polonia